# Mestra dorcas
Espèce
Mestra dorcas est une  espèce de lépidoptères (papillons) de la famille des Nymphalidae et de la sous-famille des Biblidinae et du genre Mestra.

## Dénomination
Mestra dorcas a été décrite par Johan Christian Fabricius en 1775 sous le nom initial de Papilio dorcas.

### Sous-espèces
- Mestra dorcas dorcas présent à la Jamaïque.
- Mestra dorcas amymone (Ménétriés, 1857); présent aux USA en Louisiane et au Texas, au Nicaragua et au Costa Rica.
- Mestra dorcas apicalis (Staudinger, 1886); présent au Brésil, en Bolivie et en Argentine.
- Mestra dorcas hersilia (Fabricius, 1777); présent en Colombie, en Guyana, à Trinité-et-Tobago et à Sainte-Lucie
- Mestra dorcas hypermestra Hübner, [1825]; présent au Brésil et au Paraguay.
- Mestra dorcas latimargo (Hall, 1929); présent en Équateur
- Mestra dorcas semifulva (C. & R. Felder, 1867); présent en Colombie[1].

### Noms vernaculaires
En  en anglais Mestra dorcas se nomme Jamaican Mestra et Mestra dorcas amymone se nomme Amymone,.

## Description
C'est un papillon au dessus des ailes blanc avec l'apex des ailes antérieures et une large bordure externe aux ailes antérieures et postérieures  jaune d'or. La base est beige
Le revers des ailes antérieures est jaune avec une large plage blanche partant du bord interne et celui des ailes postérieures est jaune avec deux bandes blanches limitant l'aire discale.

## Écologie et distribution
Mestra dorcas est présent présent aux USA en Louisiane et au Texas, à la Jamaïque, à Trinité-et-Tobago, à Sainte-Lucie, au Nicaragua, au Costa Rica, en Colombie, en Équateur, en Bolivie, en Guyana, au Brésil au Paraguay et en Argentine.

### Protection
Pas de statut de protection particulier.